# Lista orașelor din Arabia Saudită
Aceasta este o listă a celor mai mari orașe din Arabia Saudită, în funcție de populație.
- Riyadh
- Jeddah
- Mecca
- Medina
- Damman
- Taif
- Buraydah
- Tabuk
- Abha
- Khamis Mushait